# 弥富市立弥富中学校
弥富市立弥富中学校（やとみしりつ やとみちゅうがっこう）は、愛知県弥富市にある公立中学校。

## 概要
- 弥富市立桜小学校校区、弥富市立日の出小学校校区、弥富市立大藤小学校校区、弥富市立栄南小学校校区の生徒が通学する[1]。
- 1958年、従来の弥富町立弥富中学校[注釈 1]と旧・鍋田村の弥富町立鍋田中学校[注釈 2]を統合し、新たに開校した中学校である。

## 沿革
- 1958年（昭和33年）4月 - 従来の弥富町立弥富中学校と弥富町立鍋田中学校を統合。弥富町立弥富中学校として開校。校舎は平島地区[注釈 3]に新築する。
- 1959年（昭和34年）9月26日 - 伊勢湾台風で甚大な被害を受ける。このため、9月28日から12月21日まで臨時休校となる。生徒は中島郡祖父江町などに避難し、弥富中学校の臨時休校期間は祖父江町立祖父江中学校などで授業を受ける。
- 1961年（昭和36年） - 校舎を増築する。伊勢湾台風での避難をきっかけとした祖父江町立祖父江中学校との交流が始まる。
- 1965年（昭和40年）3月3日 - 体育館が完成する。
- 1969年（昭和44年） - プールが完成する。
- 1973年（昭和48年） - 管理棟が完成する。
- 1979年（昭和54年）4月 - 弥富町立弥富北中学校を分離する。
- 1999年（平成11年） - この年で祖父江中学校との交流が終了する。
- 2006年（平成18年）4月1日 - 弥富町が十四山村を編入。市制施行し、弥富市となる。同時に弥富市立弥富中学校に改称する。
- 2008年（平成20年）4月 - 現在地に新校舎が完成し、移転する。

## 交通アクセス
- 弥富市コミュニティバス南部ルート「弥富中学校」バス停より徒歩約3分。

## 周辺施設
- 愛知黎明高等学校
- 愛知県立海翔高等学校
- 弥富市立十四山中学校
- 弥富市立大藤小学校
- 弥富市立日の出小学校
- 海南こどもの国